# ألان ماكين
ألان ماكين (بالإنجليزية: Alan Mackin)‏ هو مدرب كرة قدم ولاعب كرة قدم بريطاني في مركز الدفاع، ولد في 29 يوليو 1955 في Lennoxtown ‏ في المملكة المتحدة. لعب مع كوين أوف ساوث ونادي ألوا أثليتيك ونادي بارتيك ثيسل ونادي ستيرلينغشير الشرقية ونادي غرينوك مورتون ونادي فالكيرك ونادي كلايد ونادي ماذرويل.